# Логическая константа
В логике, логической константой формального языка {\displaystyle {\mathcal {L}}} является символ, который имеет то же семантическое значение при любой интерпретации в {\displaystyle {\mathcal {L}}}. Двумя важными типами логических констант являются логические связки и кванторы. Предикат равенства (обычно пишется «=») также рассматривается как логическая константа во многих системах логики.
Некоторые символы, которые обычно рассматриваются как логические константы:
| Символ                    | Значение                      |
| ------------------------- | ----------------------------- |
| T                         | «истина»                      |
| F                         | «ложь»                        |
| ¬                         | «не»                          |
| ∧                         | «и»                           |
| ∨                         | «или»                         |
| →                         | «следует», «если…то»          |
| ∀                         | «для всех»                    |
| ∃                         | «существует», «для некоторых» |
| =                         | «равно»                       |
| {\displaystyle \Box }     | «необходимо»                  |
| {\displaystyle \Diamond } | «возможно»                    |

Для обозначения многих логических констант используются и другие символы, например, символ «&» для логического «и».
Вопрос «Что такое логическая константа?» является одним из фундаментальных вопросов философии логики.